# Un disenso científico del darwinismo
Un disenso científico del darwinismo (A Scientific Dissent from Darwinism) o disenso del darwinismo es una lista de firmantes que se adhieren a una declaración, producida por el Instituto Discovery (de EE. UU.), expresando escepticismo sobre la habilidad de la selección natural para explicar la complejidad de la vida, y haciendo un llamado a que se examinen cuidadosamente las evidencias de la "teoría darwinista".
Esta lista fue publicada en un documento junto con una declaración introductoria que sostiene que sus firmantes disputan afirmaciones de acuerdo a las cuales la evolución explicaría completamente las complejidades de la vida y que toda la evidencia científica conocida apoyaría la evolución.
El «disenso del darwinismo» es una de las campañas del Instituto Discovery sobre diseño inteligente tendientes a desacreditar la evolución (creando la impresión de que a la evolución le falta apoyo científico) y a la vez sostener que el diseño inteligente es válido desde un aspecto científico.
El Instituto Discovery presenta una lista que apela a la autoridad (argumentum ad verecundiam) para sostener sus puntos contrarios a la evolución.
El documento ha sido objeto de controversias y extensas críticas de diversas fuentes. De una manera artificial, pretende abarcar un amplio rango de opiniones.
La afiliación de los firmantes y las áreas de sus especializaciones también han sido criticadas.
El Instituto Discovery ha declarado que los firmantes están "listados por grado doctoral o posición actual", pero la certeza de esta afirmación ha sido discutida.
Además la lista contiene una pequeña fracción de científicos que se desempeñan en los campos relevantes, representando una fracción insignificante del total de la población científica.
El profesor Brian Alters de la McGill University, un experto un defensor de la teoría de la evolución, dijo en un artículo publicado por la NIH: "99,9% de los científicos aceptan la evolución" aunque dicha declaración carezca de documentación que la substente.

## Declaración
Un disenso científico del darwinismo declara que:

Somos escépticos respecto a las afirmaciones que sostienen que las mutaciones aleatorias y la selección natural puedan explicar la complejidad de la vida. Se debe alentar a que se realice un examen cuidadoso de la evidencia sobre la teoría darwiniana.

Los críticos a esta declaración indican que la declaración se refiere a la evolución como "darwinismo" o "teoría de Darwin", ambas palabras son vagas, engañosas y no son utilizadas por los científicos para referirse a teorías actuales. De hecho, el uso del término "darwinismo" en el lenguaje actual suele emplearse de manera peyorativa por los creacionistas.
Cabe destacar que el mismo Charles Darwin describía a la selección natural como "el principal medio de modificaciones [de las especies], pero no el único".
Además, la moderna teoría de la evolución adicionalmente incluye a la recombinación genética como una fuente de variación y a la deriva genética y el flujo genético como mecanismos, lo que quiere decir que la actual teoría de la evolución, "la síntesis evolutiva moderna" (el neodarwinismo), no sostiene que "la habilidad para realizar mutuaciones aleatorias y la selección natural" sean "explicativas de la complejidad de la vida." Eso crea un grado de ambigüedad en cuanto a determinar contra qué va este disenso.
Skip Evans, de la National Center for Science Education, afirma que esta confusión fue cuidadosamente preparada.
La exhortación que llama a revisar la evidencias de la evolución darwinista, según los seguidores del diseño inteligente, suena bastante razonable y algo a lo que muchos creyentes del estarían de acuerdo. La objeción según ellos, surge solo por la utilización que se le ha dado al documento.